# Wedderborg
De Wedderborg of (tegenwoordig vaker) Wedderburcht, ook wel Addingaborg of Huis te Wedde genoemd, is een borg in het dorp Wedde in de provincie Groningen. De borg was eeuwenlang de zetel van de Heren van Westerwolde of hun vertegenwoordiger. De geschiedenis van de borg is dan ook nauw verweven met de geschiedenis van de streek.

## Het geslacht Addinga
De geschiedenis van de borg begint rond 1360. Adde (ook wel Edde genoemd) Addinga had Westerwolde in leen gekregen van de abt van de  Abdij van Corvey. Oorspronkelijk kwam Addinga uit het Reiderland, maar was daar volgens de verhalen zijn bezit kwijtgeraakt aan de oprukkende Dollard, ofwel verjaagd na de Sint-Marcellusvloed van 1362. Om zijn positie in Westerwolde te versterken zou hij toen de Wedderborg hebben gebouwd.
Adde en zijn opvolgers hebben moeite om hun gezag te vestigen. Westerwolde was een heerlijkheid van Münster en de Abdij van Corvey, maar kon door middel van het Westerwoldse landrecht zelf de meeste zaken regelen. Onenigheid ontstond toen Addinga de rechtspraak wilde verplaatsen naar de Wedderborg, in strijd met het landrecht. Er ontstond een strijd tussen de bevolking en de Addinga's. De Addinga's lieten daarop rond 1460 een muur bouwen rond de borg. De bevolking riep daarop de steun in van de stad Groningen. Met hulp van de stad werd die strijd gewonnen. In 1478 werd de borg met half afgebouwde muur vernietigd. De stad bouwde de Pekelborg aan de Pekel A van waaruit de stad zijn invloed verder probeerde uit te breiden. De Wedderborg werd in 1486 herbouwd door Haye Addinga, na toestemming van de bisschop van Munster te hebben gekregen.
In het voormalige voorhof van de borg, tegenover het hoofdgebouw, liet Addinga tussen 1536 en 1539 het rechthuis van de heerlijkheid bouwen. Dit rechthuis diende tevens als herberg en wordt in de bronnen vermeld als 'het huis van de waard' oftewel het Crouch- oft 's weertshuijs (1559). Het rechthuis werd in 1593 verplaatst naar de vesting Bourtange, maar later weer opgebouwd. Het gebouw bevond zich op de plek waar later Hotel Buenos Ayres stond en sinds de jaren 1970 het voormalige gemeentehuis van Bellingwedde.

## Het geslacht Haselhoff
De bekendste bewoner van de herberg annex rechthuis was Derck Haselhoff (plm. 1605-1649). Hij was mogelijk afkomstig uit Wambel bij Dortmund en diende eerder als veldscheerder (chirurgijn) van een compagnie van hopman Cornelis Schaij te Langakkerschans (Nieuweschans) en Bellingwolderschans (Oudeschans). Sinds 1637 bekleedde hij de functie van burggraaf of rentmeester van de Wedderborg. Als zodanig was hij tevens verantwoordelijk voor de rechtshandhaving in Westerwolde. Haselhoff werd borchgrave ofte huisknecht van de borg genoemd en pachtte niet alleen het rechthuis met bijbehorende de herberg, dat nu het borggraafhuis werd genoemd, maar was ook gerechtsdeurwaarder en pachter van de boerderij Jolingerf. Zijn graf en dat van zijn tweede vrouw Magdalena Saxenhausen (1616-1679) naast de kerk van Wedde was ook onderdeel van het Jolingerf. Zijn nakomelingen fungeerden tot 1803 als pachter van de herberg, al dan niet gecombineerd met een aanstelling als borggraaf. Zijn zoon, de pachter Lucas Haselhoff (1643-1723), bekleedde deze functie niet, diens broer Evert Haselhoff (overleden in 1690) en kleinzoon Elso Haselhoff weer wel. De familie bezat veel land rond Wedde. 
Een van de vertrekken in de borg heeft in 2013 op initiatief van de Familiestichting Haselhoff de naam Haselhoff Sociëteit gekregen. Hier wordt de geschiedenis van de familie in de omgeving getoond.

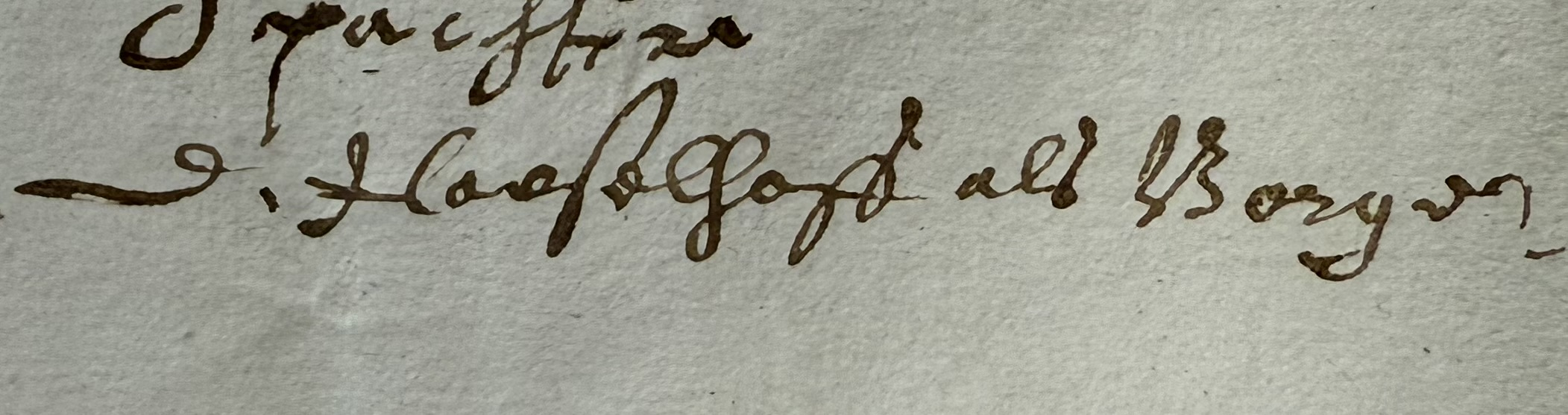
De handtekening van borggraaf Derck Haselhoff in de rekeningen van de drost van Wedde, 1649.

## Gelre, Karel V en de Opstand

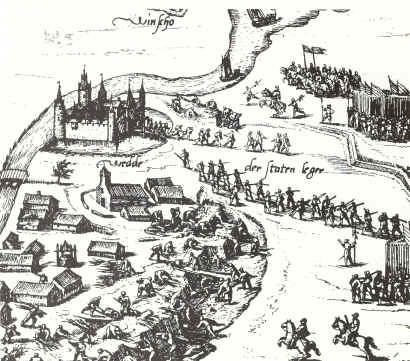
De inneming van het huis te Wedde door Graaf Willem Lodewijk op 30 augustus 1593 (de borg ligt linksboven)

In 1530 werd de borg ingenomen door Berend van Hackfort in opdracht van Karel van Gelre. Hackfort werd aangesteld als drost en versterkte de borg daarop in 1532 ingrijpend: Er werd een nieuwe ringmuur aangelegd met vier bastions en er kwam een poortgebouw met cellen voor gevangenen. Voor de bouw werd onder andere de kerktoren van Vlagtwedde gesloopt. Hackfort slaagde er echter niet in de borg in handen te houden, in 1536 werd de borg ingenomen door Georg Schenk van Toutenburg die namens keizer Karel V de functie van drost ging bekleden. Schenk van Toutenburg zette de bouw voort en liet zijn wapen inmetselen in de toren. In 1561 ging de borg over op Jan van Ligne, de graaf van Aremberg en nu dus ook heer van Westerwolde. Hij werkte eveneens verder aan de borg, zij het niet voor lang: Bij het begin van de Tachtigjarige Oorlog in 1568 nam Adolf van Nassau zijn intrek in de borg. Vanuit Wedde trok hij voor de staatsen op naar Heiligerlee, waar hij de Spaansgezinde Jan van Ligne trof in de Slag bij Heiligerlee. Beiden kwamen om bij de slag. Willem Lodewijk van Nassau-Dillenburg won dan wel de slag voor de Staatsen, geld voor een huurleger had hij niet en hij was dus genoodzaakt de Wedderborg te verlaten. De erfgenamen van Ligne benoemden daarop Mathias Ort als nieuwe borgheer. Hij wist echter niet te voorkomen dat de daaropvolgende 25 jaar de borg meerdere malen werd geplunderd door zowel Spaanse als Staatse legers. In 1593 werd de borg definitief ingenomen door Willem Lodewijk van Nassau.

## De Stad als Heer van Westerwolde
De nabestaanden van de Ligne (Huis Arenberg) kregen hun eigendom uiteindelijk terug van de Staten Generaal en verkochten deze daarop in 1617 aan koopman Willem van den Hove uit Alkmaar, die het huis reeds twee jaar later verkocht aan de stad Groningen, die zo eigenaar werd van de heerlijkheid Westerwolde. De borg werd de zetel van de drost namens de stad. De stad zou heer blijven tot de Franse tijd. In die bijna twee eeuwen werd de borg nog tweemaal veroverd, beide malen (in 1665 en in 1672) door de bisschop van Munster.
Een van de opmerkelijkste drosten in deze periode was Rudolf de Mepsche. Deze was oorspronkelijk grietman te Faan. Zijn positie in Faan was echter onmogelijk geworden na een veelvoud van door hem begonnen processen wegens sodomie. In 1750 werd hij daarom 'weggepromoveerd' naar Wedde, waarvoor drost Petrus Muntinghe (drost van 1745 tot 1749) zijn positie opgaf. De Mepsche stierf echter al vrij kort daarop en verloor al zijn land en eigendommen. Petrus Muntinghe herkreeg daarop in 1755 weer zijn oude functie als drost en bleef dit tot zijn dood in 1777. In die tijd was de borg reeds zwaar vervallen. Midden 18e eeuw werd het laatste bastion gesloopt.
Eeuwenlang werd de borg gebruikt als rechtstoel door het Crimineel Gerechte, waarin de drost van Wedde en de rechters uit Vlagtwedde en Bellingwolde zetelden, daartoe bijgestaan door twee assessoren. Vele veroordeelden werden hier gemarteld en gebrandmerkt en ook werden er de doodsvonnissen uitgesproken. De terdoodveroordeelden werden op de galgenheuvel de Geselberg (lokaal 'Giezelbaarg') net buiten Wedde terechtgesteld. Volgens een verhaal zouden borg en galgenheuvel met elkaar in verband staan of hebben gestaan door middel van een onderaardse gang. Ondanks vele onderzoeken, ook door provinciale archeologen, zijn hier nooit bewijzen voor gevonden. Lokaal blijft echter de sage bestaan.
De Franse tijd bracht het einde van de heerlijke rechten. Westerwolde werd een deel van de provincie Groningen. De laatste drost (Albert Hendrik van Swinderen) werd baljuw, maar bleef nog wel belast met de rechtspraak. In 1803 kreeg de baljuw ook de rechtspraak over Wedde en Westerwoldingerland van het Crimineel Gerechte in handen. De laatste baljuw was Willem de Sitter, die tevens werd belast met het innen van de belastingen. In 1818 verliet hij daarop de borg om president van de nieuwe rechtbank te Winschoten te worden. Daarmee verloor de Wedderborg haar functie als rechtstoel.

## 19e en 20e eeuw
De stad had geen belang meer bij de borg en wilde deze in 1828 verkopen voor de sloop. Dat werd voorkomen doordat de borg door notaris Arnold Hendrik Koning een jaar later werd gekocht voor de som van 6.800 gulden. Koning liet om meer ruimte te verkrijgen de gevangentoren en een deel van het schathuis afbreken en gaf de borg een opknapbeurt. De familie Koning was tot 1955 met een onderbreking van 17 jaar eigenaar van de borg. In 1905, toen zij de borg voor de tweede maal kochten, werd de borg met inzet van de dorpsbevolking gerenoveerd. De boerderij en de ingang werden daarbij sterk gewijzigd.
In 1955 werd de borg dus verkocht aan het waterschap Westerwolde, voor de som van 66.786 gulden. Het waterschap liet de borg renoveren en groef het zuidelijke hoekbastion uit. Plannen om het noordwestelijk hoekbastion ook uit te graven liepen echter stuk op gebrek aan geld. De boerderij, het waarschijnlijke voormalige schathuis, werd in 1956 afgebroken. In 1959 betrok het waterschap het pand. In 1968 ging het waterschap op in het Reiderzijlvest (in 1992 opgegaan in het Dollardzijlvest, in 2000 opgegaan in Hunze en Aa's) en vertrok uit het pand.
In 1977 trok de Streekraad Oost-Groningen in het pand. In 1990 werd het pand verkocht aan de toenmalige gemeente Bellingwedde, die zich in de loop der jaren steeds meer ging inzetten voor het openstellen van het pand.

## Nieuwe functie
In 2004 werd daarop besloten dat de Streekraad zou verhuizen zodra een nieuw plekje werd gevonden (uiteindelijk in Oude Pekela, in 2011 werd de raad uiteindelijk opgeheven), de borg zou worden verkocht aan Monumentenzorg Groningen en het pand een toeristische functie moest krijgen. De eerste exploitant, die er een museum wilde vestigen en er congressen en seminars wilde laten plaatsvinden, haakte in 2005 af omdat een verplicht archeologisch onderzoek, dat moest plaatsvinden voor de bouw van extra ondergrondse kamers, te duur zou zijn. In 2006 besloot de gemeente Bellingwedde het pand te laten beheren door Peter en Anita Kuijer van Landgoed Bleyendael uit Blijham. Deze wilden de naam veranderen naar 'Landgoed Wedde', maar aangezien dit geen historische naam was werd gekozen voor de volksnaam 'Wedderburcht'. Vervolgens ontstond een rechtszaak omdat Frank Ferrari van het Westerwolds Monumentenfonds, die ook belang had bij de borg, de gemeente aanklaagde wegens schending van Europese regels. De rechtbank oordeelde vervolgens in januari 2007 dat de verkoop niet op deze wijze doorgang mocht vinden en de gemeente eerst het besluit opnieuw voor de raad moest brengen.
In maart 2007 sloten Kuijer, Ferrari en een derde exploitant genaamd Leo Janson met de gemeente Bellingwedde een intentieverklaring om de borg samen te gaan beheren, waarbij de gemeente eigenaar bleef van het pand. Ferrari zou de kosten dragen voor de restauratie van het pand en de eerste en tweede verdieping van het pand als kinderhotel en groepsaccommodatie gaan exploiteren, Kuijer zou de begane grond als horecavoorziening (ontvangstruimte, trouwlocatie, restaurant ed.) gaan exploiteren en Janson zou activiteiten in de tuin rond het pand gaan organiseren (fairs, buitenexposities en buitentheater). Hiertoe werd een stichting opgericht die in maart 2008 uiteindelijk het besluit nam om door te gaan. Hetzelfde jaar vertrok de Streekraad naar Oude Pekela. In mei 2009 stapte Kuijer echter uit de stichting. In hetzelfde jaar werden 'gedenkbomen' (koningslindes; Tilia Europaea Pallida) geplant rond de borg en 10.000 bollen gepoot. In februari 2010 werd begonnen met de verbouwing van de borg, nadat het jaar ervoor al met de voorbereidende sloopwerkzaamheden was gestart.
In 2023 ontstond opnieuw discussie over de toekomst van de Wedderborg, omdat de gemeente Westerwolde van plan is om de borg te verkopen. De gemeente geeft in 2024 duidelijkheid

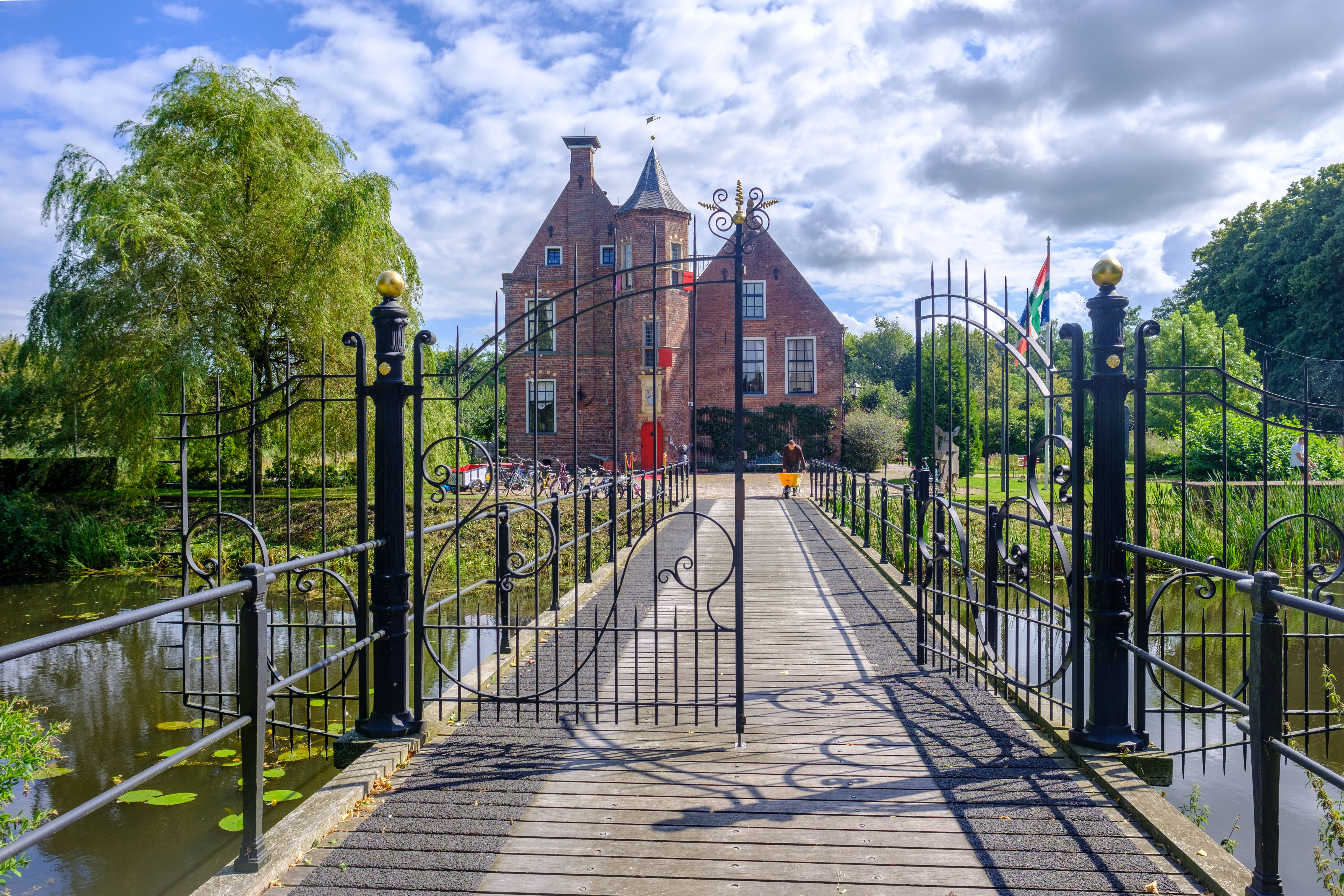
De borg gezien door het in 2011 geplaatste toegangshek voor de binnengracht
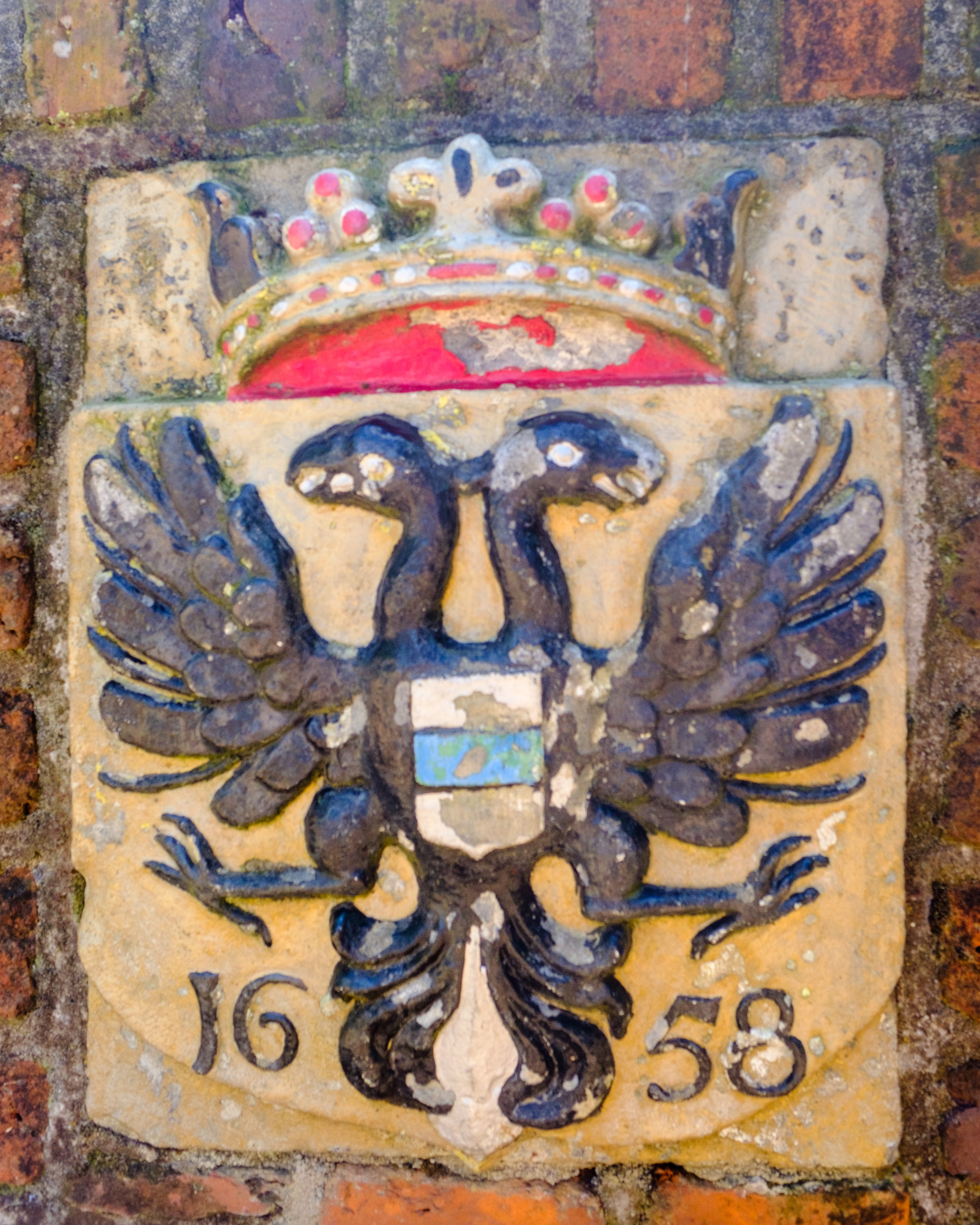
Wapensteen van de stad Groningen met het jaartal 1658 voor de borg. De steen werd in 1968 geplaatst bij de Wedderborg uit een schenking van de vertrekkend secretaris van het waterschap Westerwolde.[7] De steen verwijst naar herstelwerk aan de borg tussen 1653 en 1658.
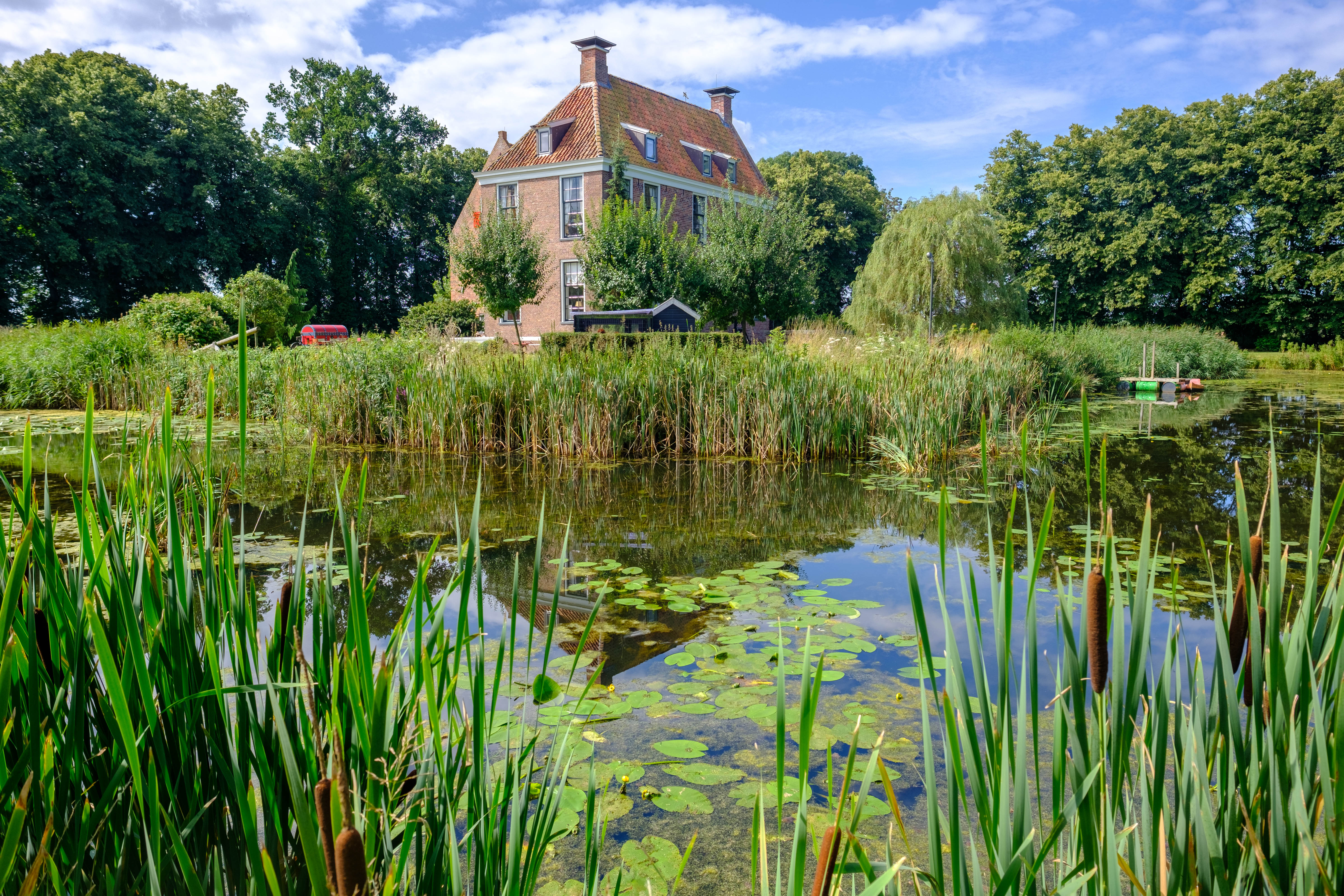
De borg met omringende binnengracht
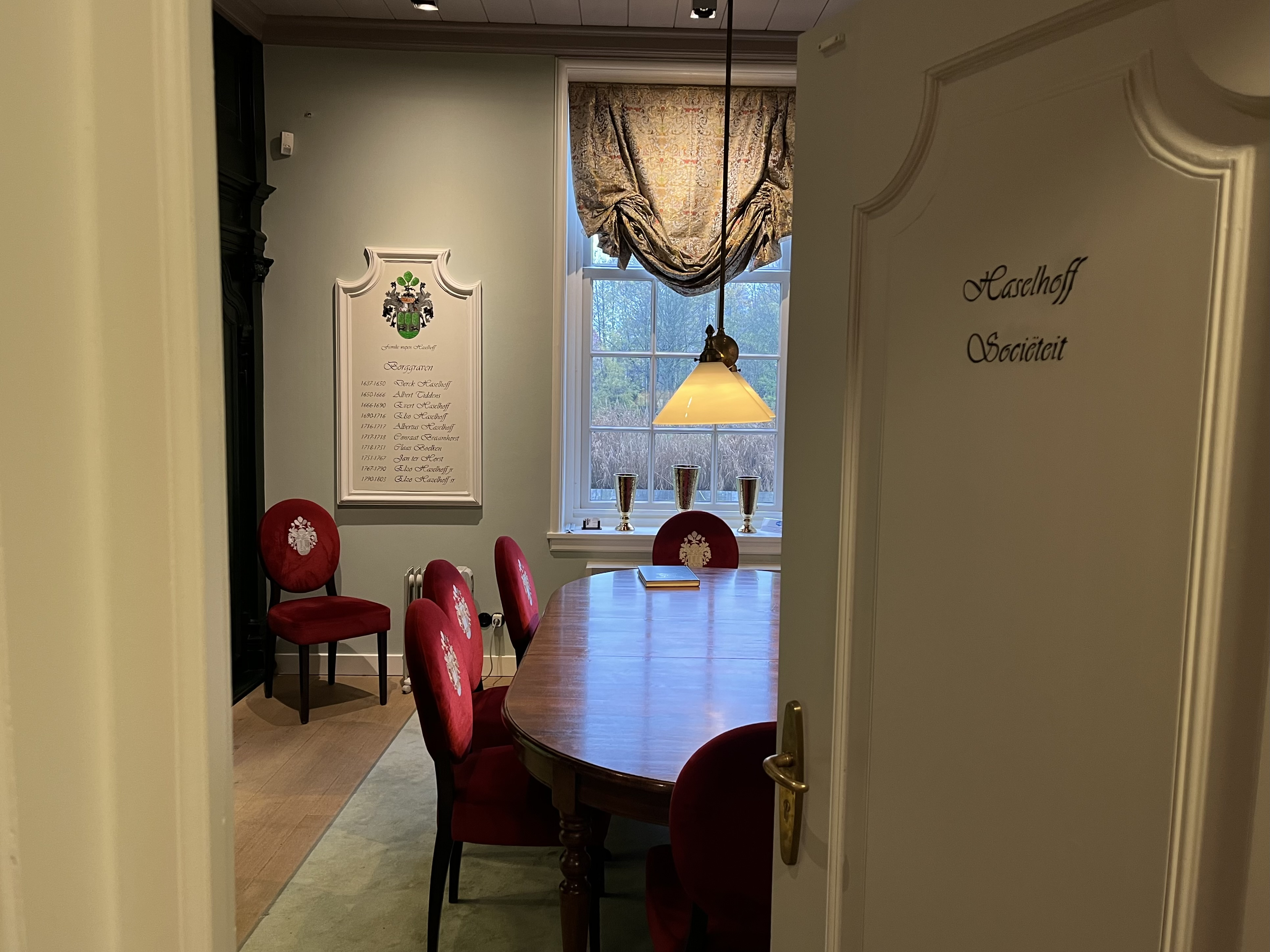
De Haselhoff Sociëteit in de Wedderborg